# Горки (Торжокский район)
Го́рки — деревня в Торжокском районе Тверской области. Входит в состав Большепетровского сельского поселения.

## История
В 1964 году указом Президиума Верховного Совета РСФСР деревня Душилово переименована в Горки.

## Население
| 2010 |
| ---- |
| 25   |